# Mercato ittico

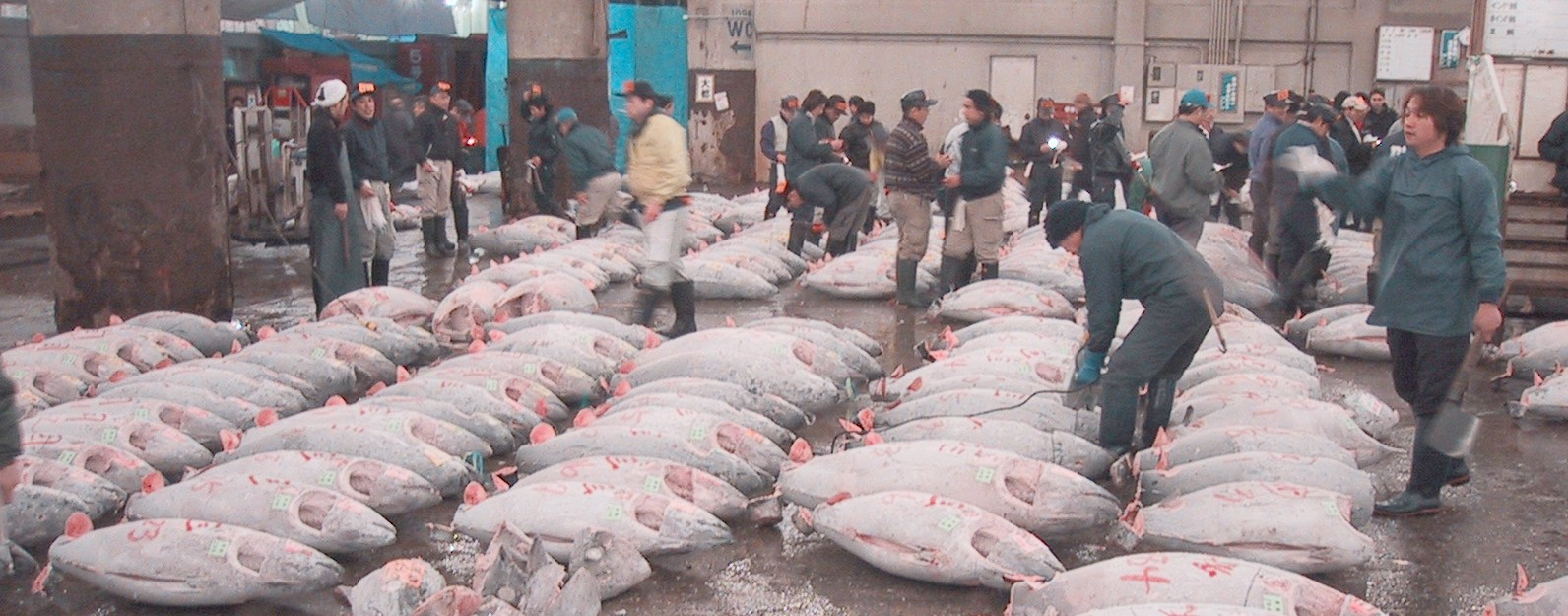
Tonno surgelato nel mercato di Tsukiji (Tokyo), il più grande mercato ittico del mondo

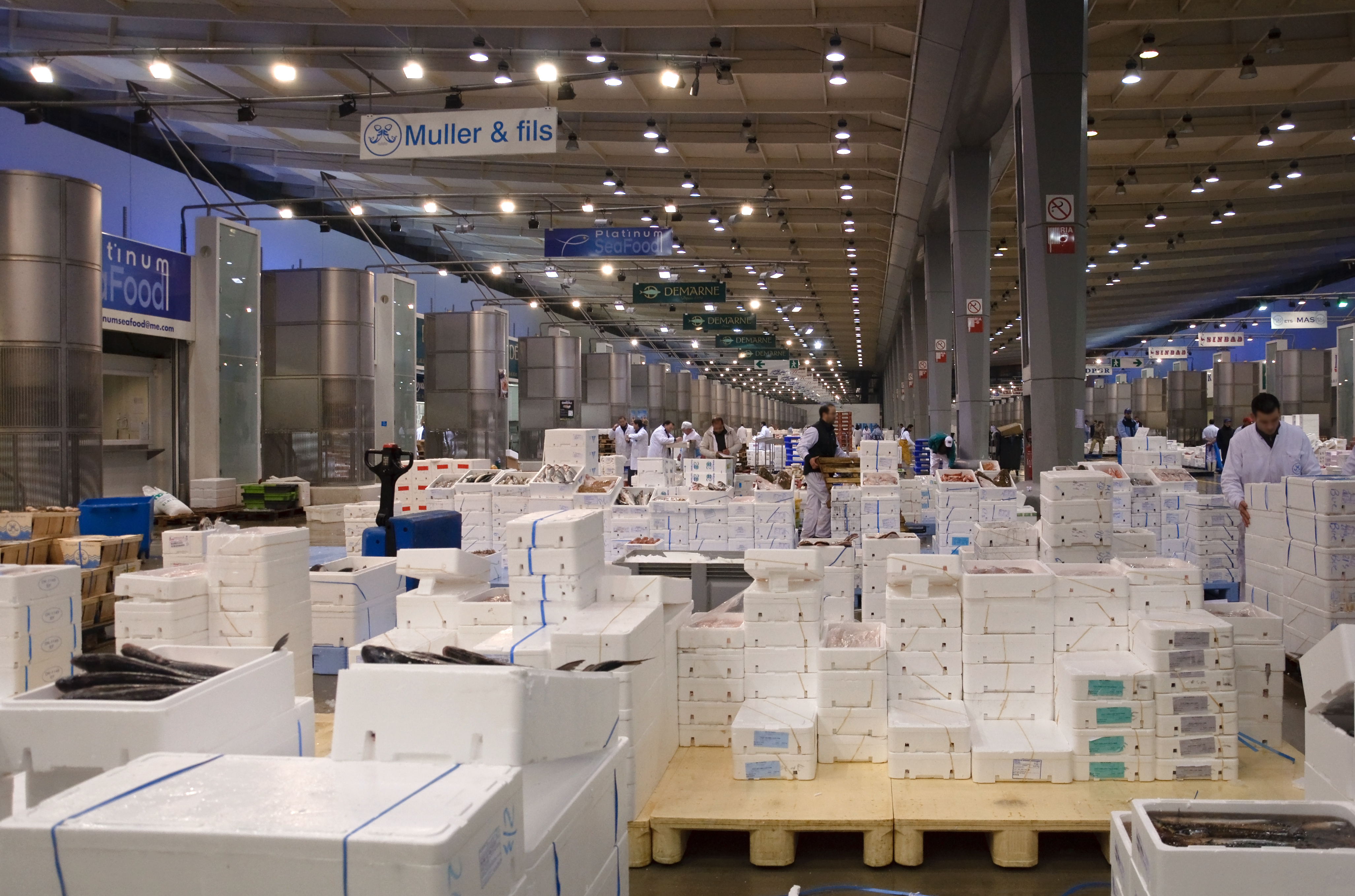
Il mercato ittico all'ingrosso di Rungis, Francia

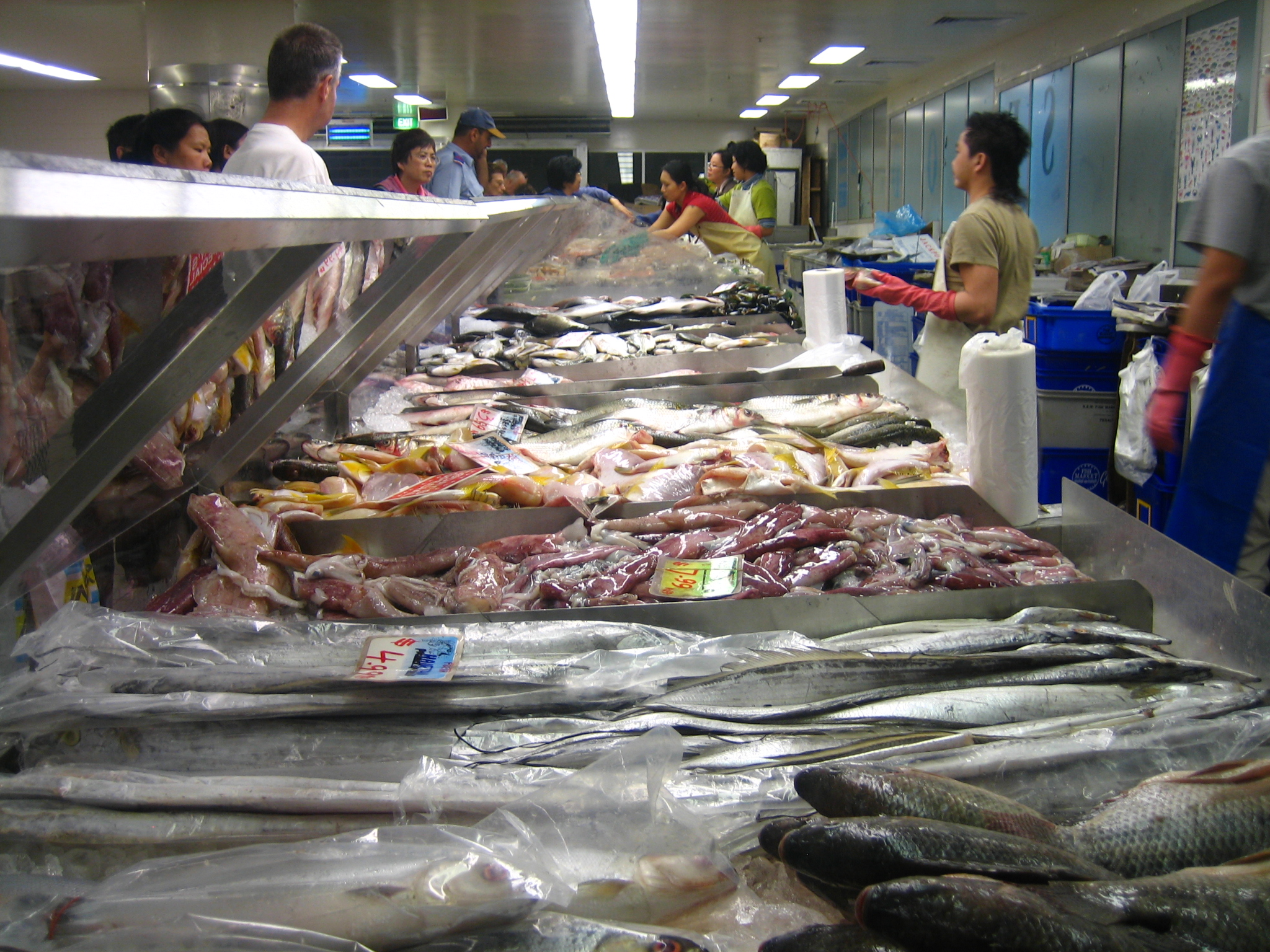
Vendita al dettaglio nel mercato ittico di Sydney

Un mercato ittico o mercato del pesce è un mercato in cui si commerciano pesce e altri prodotti di mare. Può essere all'ingrosso o al dettaglio.
Poiché i prodotti di mare si deteriorano rapidamente, in passato i mercati ittici si trovavano esclusivamente nelle città costiere. L'avvento di semplici tecniche di refrigerazione, come la disponibilità di ghiaccio, rese possibile la nascita di mercati di pesce anche in quelle città dell'entroterra che godevano di buoni collegamenti con la costa. In epoca moderna (XIX-XX secolo) la possibilità di surgelare i cibi e di trasportarli rapidamente ha esteso il fenomeno, consentendo la creazione di mercati ittici praticamente ovunque. Tuttavia, contemporaneamente, i mutamenti della logistica del commercio hanno dirottato quasi tutto il commercio al dettaglio verso grandi magazzini e supermercati; di conseguenza, i mercati ittici oggi sono principalmente all'ingrosso, per lo meno nel mondo occidentale.

## Mercati ittici di rilievo
Fra i mercati ittici più grandi del mondo si possono citare:
- Tsukiji, a Tokyo (Giappone), il più grande del mondo
- Mercato San Benedetto (Italia), il più grande d'Europa per estensione
- Mercato Ittico Milano (Italia), il più grande d'Italia per indotto e tonnellate di pesce vendute all'anno
- Mercamadrid, a Madrid (Spagna)
- il mercato del pesce di Sydney (Australia)
- Billingsgate, a Londra (Regno Unito)
- il Busan Cooperative Fish Market, a Pusan (Corea del Sud)
- il Fulton, a New York (Stati Uniti)
- il Maine Avenue Fish Market, a Washington (Stati Uniti)
- il Feskekôrka, a Göteborg (Svezia)
- Mercato ittico all'ingrosso di Wuhan, a Wuhan (Cina)